# سنتنرا د آندالوس
سنتنرا د آندالوس (به اسپانیایی: Centenera de Andaluz) یک دهستان در اسپانیا است که در سریا واقع شده‌است.

## خصوصیات
سنتنرا د آندالوس ۱۹ کیلومترمربع مساحت و ۲۵ نفر جمعیت دارد.